# Pachnobia glaucina
Pachnobia glaucina là một loài bướm đêm trong họ Noctuidae.